# Józef Woźnicki
Józef Woźnicki (ur. 17 marca 1893 w Wilnie, zm. 10 marca 1957 w Gdańsku) – naukowiec, specjalista od urządzeń nawigacyjnych i okrętowych, meteorologii i nawigacji, komandor podporucznik, profesor nadzwyczajny Politechniki Gdańskiej.

## Życiorys
W 1913 ukończył Gimnazjum Realne w Wyborgu. W latach 1913–1918 przebywał w Rosji, gdzie pracował przy budowie Fabryki Materiałów Wybuchowych w Niżnym Nowgorodzie. W latach 1918–1919 studiował na Wydziale Inżynierii Wodnej na Politechnice Warszawskiej. W 1920 i w latach 1922–1923 służył we Flotylli Pińskiej. Od marca 1921 był słuchaczem Tymczasowego Instruktorskiego Kursu dla Oficerów w Toruniu, który ukończył w październiku 1922. W latach 1922–1923 był dowódcą I Grupy Uzbrojonych Motorówek we Flotylli Pińskiej. Od 1922 podporucznik marynarki, od 1924 porucznik marynarki.
W 1924 pracował w Komisariacie Generalnym Rzeczypospolitej Polskiej (Wydział Wojskowy) w Wolnym Mieście Gdańsku. W latach 1925–1927 wykładał w Oficerskiej Szkole Marynarki Wojennej w Toruniu. Od 1927 do maja 1928 sprawował funkcję oficera nawigacyjnego na ORP „Wilia”. W 1928 ukończył École des officiers torpilleurs i École de navigation sous-marine w Tulonie i objął stanowisko zastępcy szefa służby hydrograficznej Polskiej Marynarki Wojennej. Od czerwca 1929 do maja 1930 był oficerem nawigacyjnym ORP „Wilia”, a od lipca 1930 do 1931 na ORP „Wicher”. W 1930 założył Obserwatorium Morskie w Państwowym Instytucie Meteorologicznym w Gdyni. W latach 1932–1939 wykładał w Szkole Podchorążych Marynarki Wojennej w Toruniu, jednocześnie pracował w Kierownictwie Marynarki Wojennej w Warszawie. 29 stycznia 1932 został mianowany kapitanem marynarki ze starszeństwem z 1 stycznia 1932 i 3. lokatą w korpusie oficerów morskich. Z dniem 28 lutego 1933 został przeniesiony w stan spoczynku.
W 1935 ukończył studia na Wydziale Geodezji Politechniki Warszawskiej, otrzymując dyplom inżyniera geodety. Od 3 grudnia 1936 do 31 sierpnia 1939 był inspektorem technicznym Zaopatrzenia Nawigacyjnego Marynarki Wojennej w KMW.
W wojnie obronnej 1939 roku do 6 października służył jako oficer łączności Batalionu Morskiego w Samodzielnej Grupie gen. Franciszka Kleeberga. Zwolniony z niewoli w obozie przejściowym w Radomiu, od kwietnia 1940 do 1944 przebywał w Warszawie. Od 1 maja 1940 do 1 sierpnia 1944 zatrudniony w Biurze Planowania Zarządu Miasta. Od 1941 współorganizował tajne nauczanie i wykładał na Wydziale Okrętowym Państwowej Szkoły Techniczno-Mechanicznej, a w 1943 na kursie Budowy Okrętów na tajnej Politechnice Warszawskiej. W latach 1942–1944 był żołnierzem Armii Krajowej w Oddziale III Komendy Głównej Wydziału Marynarki Wojennej „Alfa”. Pełnił funkcję szefa wywiadu morskiego, brał udział w rozpracowaniu niemieckiej broni „V 1”. Na stopień komandora podporucznika został mianowany ze starszeństwem od 1 stycznia 1942. Uczestniczył w powstaniu warszawskim (ps. Walek).
Od stycznia 1945 zatrudniony przy pracach organizacyjnych w Departamencie Morskim Ministerstwa Przemysłu w Łodzi i Bydgoszczy, a już w kwietniu przydzielono go do Morskiej Grupy Operacyjnej i skierowano do Gdańska.
Od lipca 1945 do grudnia 1950 sprawował funkcję szefa Służby Hydrograficznej w Głównym Urzędzie Morskim w Gdańsku. W latach 1947–1950 był naczelnikiem Oddziału Morskiego w Państwowym Instytucie Hydrologiczno-Meteorologicznym w Gdyni. Jednocześnie w latach 1945–1957 pracował na Politechnice Gdańskiej. We wrześniu 1945 był współorganizatorem Wydziału Budowy Okrętów, gdzie w latach 1946–1947 pełnił funkcję kierownika Katedry Nawigacji i Meteorologii, a w latach 1947–1957 kierownika Katedry i Zakładu Urządzeń Nawigacyjnych.
Od 1950 zatrudniony na stanowisku profesora kontraktowego, w 1954 otrzymał tytuł profesora nadzwyczajnego.
Współautor publikacji na temat nawigacji, urządzeń nawigacyjnych, terminologii morskiej, kartografii. Przetłumaczył z języka rosyjskiego publikację I.N. Tieriechowa Demagnetyzacja okrętów i jej wpływ na kompasy magnetyczne, Warszawa 1955. Współtwórca patentów, m.in.: sondy ultradźwiękowej poziomej do wykrywania wraków, ławic ryb oraz logu oporowego dla statków rybackich.

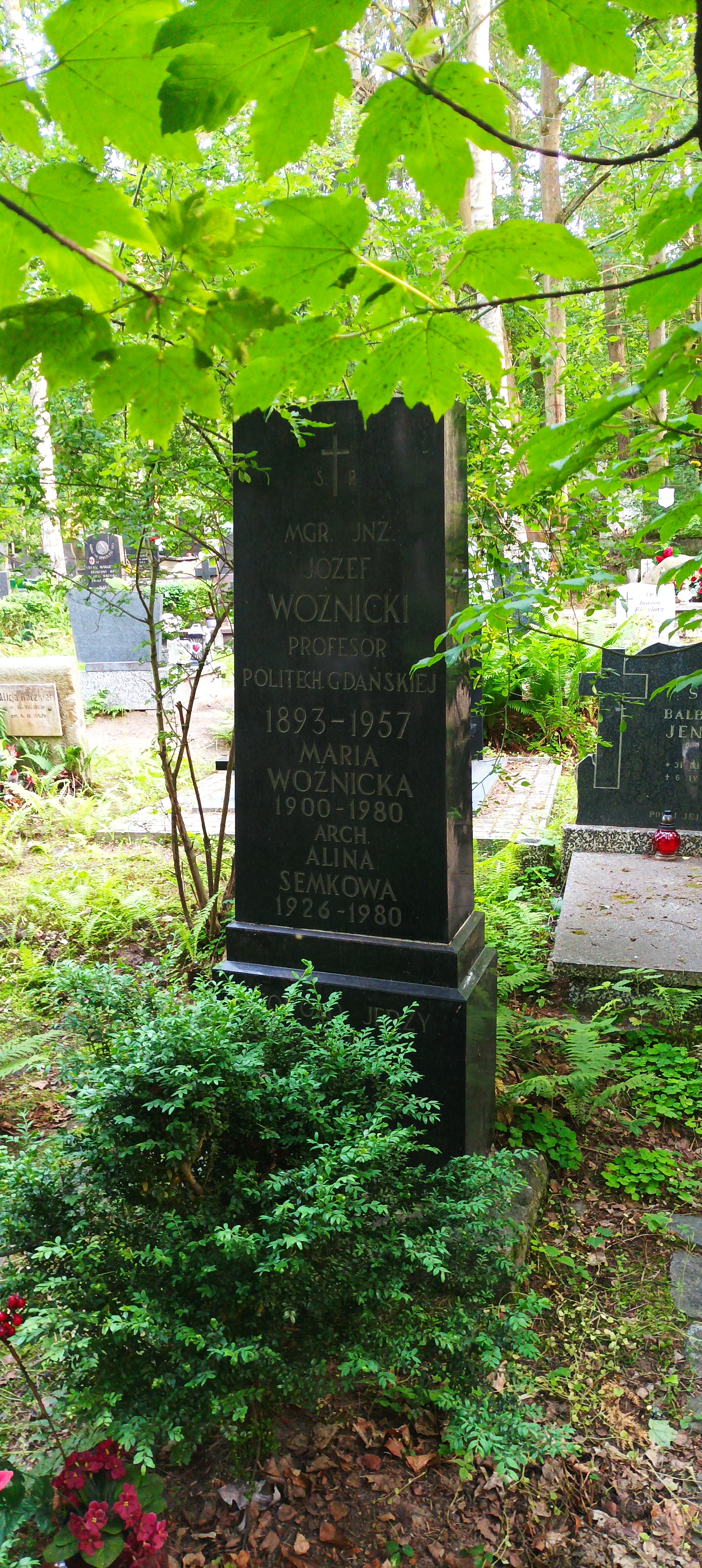
Grób prof. Józefa Woźnickiego na Cmentarzu Srebrzysko

Zmarł w Gdańsku. Pochowany na Cmentarzu Centralnym-Srebrzysko (rejon IX, kwatera Profesorów, nr grobu 266).

## Publikacje (wybrane)
- Czy Bałtyk jest morzem zamkniętym? Warszawa 1938 (współautor)

## Ordery i odznaczenia
- Złoty Krzyż Zasługi z Mieczami (1944)
- Złoty Krzyż Zasługi (1947)
- Srebrny Krzyż Zasługi (19 marca 1931)[4]